# Agulla paramerica
Agulla (Glavia) paramerica is een kameelhalsvliegensoort uit de familie van de Raphidiidae. De soort komt voor in het zuidwesten van de Verenigde Staten.
Agulla (Glavia) paramerica werd voor het eerst wetenschappelijk beschreven door U. Aspöck in 1982.